# Mitranthes
Mitranthes es un género con seis especies de plantas con flores de la familia Myrtaceae. Es originario de Cuba y Jamaica.

## Especies
- Mitranthes clarendonensis (Proctor) Proctor, J. Arnold Arbor. 63: 280 (1982).
- Mitranthes glabra Proctor, J. Arnold Arbor. 63: 280 (1982).
- Mitranthes maxonii (Britton & Urb.) Proctor, J. Arnold Arbor. 63: 278 (1982).
- Mitranthes nivea Proctor, J. Arnold Arbor. 63: 278 (1982).
- Mitranthes ottonis O.Berg, Linnaea 27: 316 (1856).
- Mitranthes urbaniana Burret, Notizbl. Bot. Gart. Berlin-Dahlem 15: 537 (1941).